# Neurapraxie
Neurapraxie (gr. νεῦρον = zenuw, ἀπραξία = ...) beschrijft de meestal door rek of druk veroorzaakte functiestoornis van een zenuw in het perifere zenuwstelsel. Als gevolg van de druk ontstaat er een ischemie (onvoldoende doorbloeding) met als resultaat een zenuwlaesie, waarbij de myelineschede wordt beschadigd.
Het is de minst schadelijke vorm van een zenuwbeschadiging. De zenuw kan tijdelijk geen elektrische signalen doorgeven, maar zal binnen enkele dagen tot acht weken herstellen (Restitutio ad integrum).

## Indeling zenuwbeschadigingen
Volgens de classificatie van de Britse orthopedische chirurg Sir Herbert Seddon (1903–1977) worden naar oplopende ernst van de zenuwbeschadiging de volgende soorten onderscheiden:
- Neurapraxie
- Axonotmesis
- Neurotmesis

|  | Schema van een intacte zenuw |                                                                  |
|  | Neurapraxie                  | De zenuw kan tijdelijk geen elektrische signalen doorgeven       |
|  | Axonotmesis                  | De axonen zijn stuk, maar de isolatiemantel is in tact gebleven. |
|  | Neurotmesis                  | Zowel de axonen als de isolatiemantel zijn stuk.                 |

## Oorzaken
Neurapraxie komt relatief vaak voor. Ze kan bijvoorbeeld optreden bij het langdurig steunen op de ellebogen of polsen, waarbij de Nervus ulnaris betrokken is. Bij slanke personen kan bij het over elkaar slaan van de benen beschadiging van de Nervus peroneus communis optreden. Verder treedt neurapraxie op als zogenaamde slaapdrukverlamming (engl. pressure paralysis in sleep): bij ongunstige ligging van de armen of benen tijdens de slaap kan tinteling, tijdelijke doofheid of verlamming van de arm of het been optreden.
Neurapraxia komt ook vaak voor bij sporten, waarbij tegen elkaar wordt gestoten of gebotst, zoals bij American football. Vaak treedt er een neurapraxia van de halswervel op, ook wel bekend als transient (kortdurende) neurapraxia.

## Therapie
Bij neurapraxie is geen behandeling nodig. Soms wordt Vitamine B voorgeschreven, maar het nut hiervan is omstreden.